# Агнеса Барбі-Мюлінґенська
Агнеса Барбі-Мюлінґенська (нім. Agnes von Barby-Mühlingen, 23 червня 1540 — 27 листопада 1569) — графиня Барбі-Мюлінгенська з роду Арнштайнів, донька графа Барбі-Мюлінгену Вольфганга I та графині Агнеси Мансфельдської, перша дружина князя Ангальт-Цербсту, Ангальт-Кьотену й Ангальт-Дессау Йоакіма Ернста.

## Біографія
Народилась 23 червня 1540 року у Барбі. Була одинадцятою дитиною та четвертою донькою в родині графа Барбі-Мюлінгену Вольфганга I та його дружини Агнеси Мансфельдської. Мала старших сестер Маргариту та Магдалену і братів Вольфганга, Альбрехта, Бурхарда, Крістофа та Георга. Інші діти померли в ранньому віці до її народження. Згодом сімейство поповнилося п'ятьма молодшими дітьми.
Втратила матір у 18-річному віці. Батько більше не одружувався. Старший брат Альбрехт за кілька місяців після смерті матері узяв шлюб із принцесою Ангальт-Цербстською Марією. Невдовзі відбулося весілля Агнеси з братом Марії, якому Альбрехт на війні з французами урятував життя.

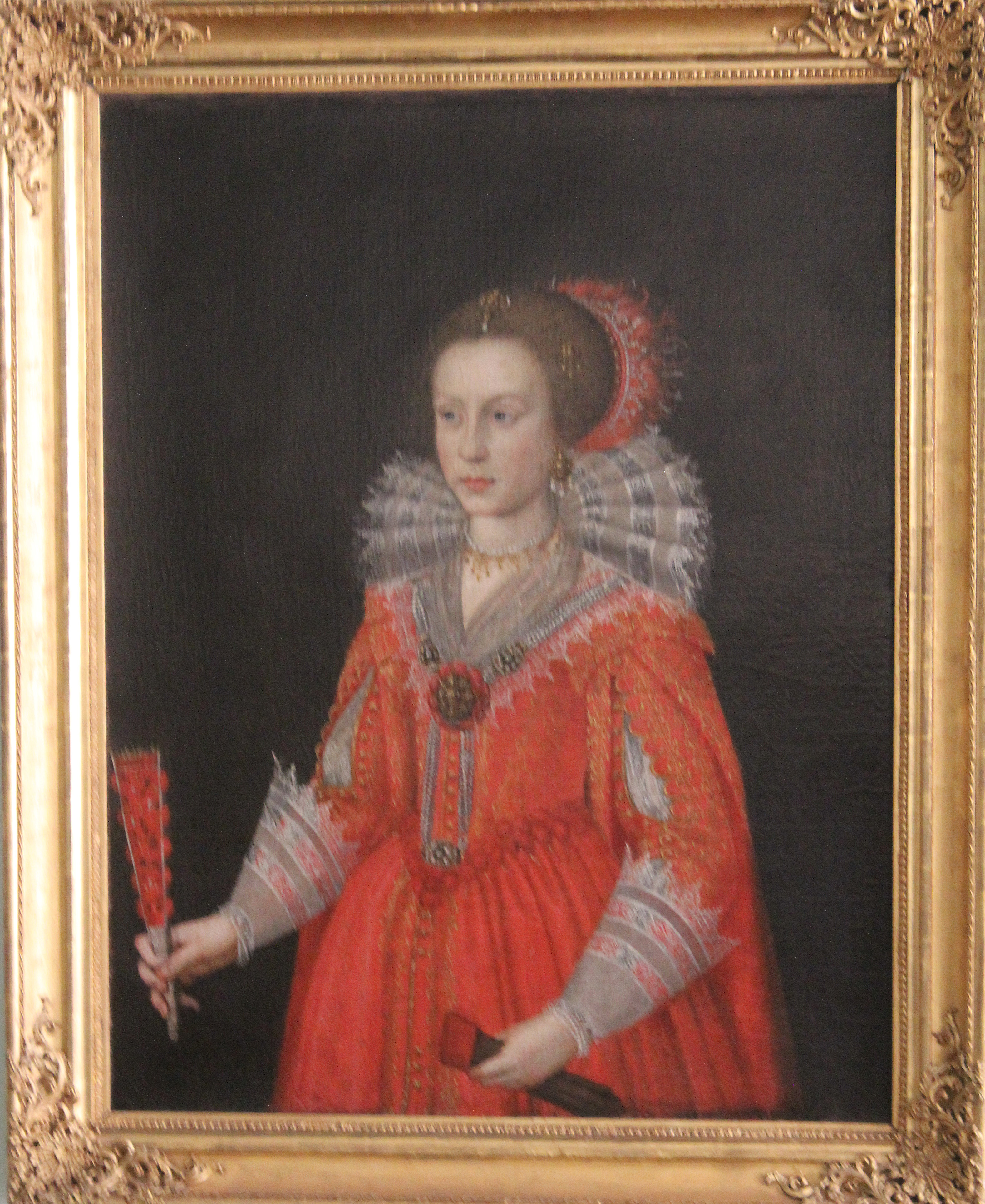
Портрет княгині

У 19-річному віці дівчина стала дружиною 23-річного князя Ангальт-Цербсту й Ангальт-Пльоцкау Йоакіма Ернста. Наречений правив землями разом із двома братами. Отримав добру освіту, був надзвичайно майстерним у лицарських вправах, полюбляв полювання, мав добрий характер, перебував у добрих відносинах з сусідніми правителями та користувався повагою імператора. Весілля пройшло 3 березня 1560 в Барбі. У подружжя народилося шестеро дітей.
Померла 27 листопада 1569 року в Бернбурзі. Кенотаф Агнеси знаходиться у на першому рівні князівської крипти місцевої замкової кірхи Святого Егідія.
Йоакім Ернст, після смерті останнього брата у березні 1670 року, об'єднав усі ангальтські землі в єдину країну. Невдовзі він одружився з вюртемберзькою принцесою Елеонорою, яка народила йому ще десятьох дітей.

## Родина
Чоловік — Йоакіма Ернст, князь Ангальт-Цербсту й Ангальт-Пльоцкау
Діти:
- Анна Марія (1561—1605) — настоятелька монастиря Гернроде у 1570—1577 роках, згодом — дружина князя Бжезького, Волувського, Олавського та Лігницького Йоакіма Фрідріха, мала шестеро дітей;
- Агнеса (1562—1564) — прожила півтора роки;
- Єлизавета (1563—1607) — дружина курфюрста Бранденбургу Йоганна Георга, мала одинадцятеро дітей;
- Сибілла (1564—1614) —  настоятелька монастиря Гернроде у 1577—1581 роках, згодом — дружина герцога Вюртембергу Фрідріха I, мала п'ятнадцятеро дітей;
- Йоганн Георг (1567—1618) — князь Ангальт-Дессау у 1603—1618 роках, був двічі одруженим, мав шістнадцятеро дітей від обох шлюбів;
- Крістіан (1568—1630) — князь Ангальт-Бернбургу у 1603—1630 роках, був одруженим з графинею Бентгайм-Текленбурзькою Анною, мав шістнадцятеро дітей.

## Генеалогія
| Ґюнтер VI | Ґюнтер VI | Ґюнтер VI | Ґюнтер VI | Ґюнтер VI   | Ґюнтер VI   |             |             | Катерина Регенштайн-Бланкенбурзька | Катерина Регенштайн-Бланкенбурзька | Катерина Регенштайн-Бланкенбурзька | Катерина Регенштайн-Бланкенбурзька | Катерина Регенштайн-Бланкенбурзька | Катерина Регенштайн-Бланкенбурзька |                                 |                                 | Генріх Мекленбурзький           | Генріх Мекленбурзький           | Генріх Мекленбурзький | Генріх Мекленбурзький | Генріх Мекленбурзький   | Генріх Мекленбурзький   |                         |                         | Маргарита Брауншвейг-Люнебурзька | Маргарита Брауншвейг-Люнебурзька | Маргарита Брауншвейг-Люнебурзька | Маргарита Брауншвейг-Люнебурзька | Маргарита Брауншвейг-Люнебурзька | Маргарита Брауншвейг-Люнебурзька |  |  | Ернст I | Ернст I | Ернст I | Ернст I | Ернст I     | Ернст I     |             |             | Маргарита Мансфельдська | Маргарита Мансфельдська | Маргарита Мансфельдська | Маргарита Мансфельдська | Маргарита Мансфельдська | Маргарита Мансфельдська |                      |                      | Карл I               | Карл I               | Карл I | Карл I | Карл I                            | Карл I                            |                                   |                                   | Феліцитас Байхлінгенська          | Феліцитас Байхлінгенська          | Феліцитас Байхлінгенська | Феліцитас Байхлінгенська | Феліцитас Байхлінгенська | Феліцитас Байхлінгенська |  |  |
| Ґюнтер VI | Ґюнтер VI | Ґюнтер VI | Ґюнтер VI | Ґюнтер VI   | Ґюнтер VI   |             |             | Катерина Регенштайн-Бланкенбурзька | Катерина Регенштайн-Бланкенбурзька | Катерина Регенштайн-Бланкенбурзька | Катерина Регенштайн-Бланкенбурзька | Катерина Регенштайн-Бланкенбурзька | Катерина Регенштайн-Бланкенбурзька |                                 |                                 | Генріх Мекленбурзький           | Генріх Мекленбурзький           | Генріх Мекленбурзький | Генріх Мекленбурзький | Генріх Мекленбурзький   | Генріх Мекленбурзький   |                         |                         | Маргарита Брауншвейг-Люнебурзька | Маргарита Брауншвейг-Люнебурзька | Маргарита Брауншвейг-Люнебурзька | Маргарита Брауншвейг-Люнебурзька | Маргарита Брауншвейг-Люнебурзька | Маргарита Брауншвейг-Люнебурзька |  |  | Ернст I | Ернст I | Ернст I | Ернст I | Ернст I     | Ернст I     |             |             | Маргарита Мансфельдська | Маргарита Мансфельдська | Маргарита Мансфельдська | Маргарита Мансфельдська | Маргарита Мансфельдська | Маргарита Мансфельдська |                      |                      | Карл I               | Карл I               | Карл I | Карл I | Карл I                            | Карл I                            |                                   |                                   | Феліцитас Байхлінгенська          | Феліцитас Байхлінгенська          | Феліцитас Байхлінгенська | Феліцитас Байхлінгенська | Феліцитас Байхлінгенська | Феліцитас Байхлінгенська |  |  |
|           |           |           |           |             |             |             |             |                                    |                                    |                                    |                                    |                                    |                                    |                                 |                                 |                                 |                                 |                       |                       |                         |                         |                         |                         |                                  |                                  |                                  |                                  |                                  |                                  |  |  |         |         |         |         |             |             |             |             |                         |                         |                         |                         |                         |                         |                      |                      |                      |                      |        |        |                                   |                                   |                                   |                                   |                                   |                                   |                          |                          |                          |                          |  |  |
|           |           |           |           | Бурхард VII | Бурхард VII | Бурхард VII | Бурхард VII | Бурхард VII                        | Бурхард VII                        |                                    |                                    |                                    |                                    |                                 |                                 |                                 |                                 |                       |                       | Магдалена Мекленбурзька | Магдалена Мекленбурзька | Магдалена Мекленбурзька | Магдалена Мекленбурзька | Магдалена Мекленбурзька          | Магдалена Мекленбурзька          |                                  |                                  |                                  |                                  |  |  |         |         |         |         | Гебхард VII | Гебхард VII | Гебхард VII | Гебхард VII | Гебхард VII             | Гебхард VII             |                         |                         |                         |                         |                      |                      |                      |                      |        |        | Маргарита Глайхен-Бланкенхайнська | Маргарита Глайхен-Бланкенхайнська | Маргарита Глайхен-Бланкенхайнська | Маргарита Глайхен-Бланкенхайнська | Маргарита Глайхен-Бланкенхайнська | Маргарита Глайхен-Бланкенхайнська |                          |                          |                          |                          |  |  |
|           |           |           |           | Бурхард VII | Бурхард VII | Бурхард VII | Бурхард VII | Бурхард VII                        | Бурхард VII                        |                                    |                                    |                                    |                                    |                                 |                                 |                                 |                                 |                       |                       | Магдалена Мекленбурзька | Магдалена Мекленбурзька | Магдалена Мекленбурзька | Магдалена Мекленбурзька | Магдалена Мекленбурзька          | Магдалена Мекленбурзька          |                                  |                                  |                                  |                                  |  |  |         |         |         |         | Гебхард VII | Гебхард VII | Гебхард VII | Гебхард VII | Гебхард VII             | Гебхард VII             |                         |                         |                         |                         |                      |                      |                      |                      |        |        | Маргарита Глайхен-Бланкенхайнська | Маргарита Глайхен-Бланкенхайнська | Маргарита Глайхен-Бланкенхайнська | Маргарита Глайхен-Бланкенхайнська | Маргарита Глайхен-Бланкенхайнська | Маргарита Глайхен-Бланкенхайнська |                          |                          |                          |                          |  |  |
|           |           |           |           |             |             |             |             |                                    |                                    |                                    |                                    |                                    |                                    |                                 |                                 |                                 |                                 |                       |                       |                         |                         |                         |                         |                                  |                                  |                                  |                                  |                                  |                                  |  |  |         |         |         |         |             |             |             |             |                         |                         |                         |                         |                         |                         |                      |                      |                      |                      |        |        |                                   |                                   |                                   |                                   |                                   |                                   |                          |                          |                          |                          |  |  |
|           |           |           |           |             |             |             |             |                                    |                                    |                                    |                                    | Вольфганг I Барбі-Мюлінгенський    | Вольфганг I Барбі-Мюлінгенський    | Вольфганг I Барбі-Мюлінгенський | Вольфганг I Барбі-Мюлінгенський | Вольфганг I Барбі-Мюлінгенський | Вольфганг I Барбі-Мюлінгенський |                       |                       |                         |                         |                         |                         |                                  |                                  |                                  |                                  |                                  |                                  |  |  |         |         |         |         |             |             |             |             |                         |                         |                         |                         | Агнеса Мансфельдська    | Агнеса Мансфельдська    | Агнеса Мансфельдська | Агнеса Мансфельдська | Агнеса Мансфельдська | Агнеса Мансфельдська |        |        |                                   |                                   |                                   |                                   |                                   |                                   |                          |                          |                          |                          |  |  |
|           |           |           |           |             |             |             |             |                                    |                                    |                                    |                                    | Вольфганг I Барбі-Мюлінгенський    | Вольфганг I Барбі-Мюлінгенський    | Вольфганг I Барбі-Мюлінгенський | Вольфганг I Барбі-Мюлінгенський | Вольфганг I Барбі-Мюлінгенський | Вольфганг I Барбі-Мюлінгенський |                       |                       |                         |                         |                         |                         |                                  |                                  |                                  |                                  |                                  |                                  |  |  |         |         |         |         |             |             |             |             |                         |                         |                         |                         | Агнеса Мансфельдська    | Агнеса Мансфельдська    | Агнеса Мансфельдська | Агнеса Мансфельдська | Агнеса Мансфельдська | Агнеса Мансфельдська |        |        |                                   |                                   |                                   |                                   |                                   |                                   |                          |                          |                          |                          |  |  |
|           |           |           |           |             |             |             |             |                                    |                                    |                                    |                                    |                                    |                                    |                                 |                                 |                                 |                                 |                       |                       |                         |                         |                         |                         |                                  |                                  |                                  |                                  |                                  |                                  |  |  |         |         |         |         |             |             |             |             |                         |                         |                         |                         |                         |                         |                      |                      |                      |                      |        |        |                                   |                                   |                                   |                                   |                                   |                                   |                          |                          |                          |                          |  |  |
|           |           |           |           |             |             |             |             |                                    |                                    |                                    |                                    |                                    |                                    |                                 |                                 |                                 |                                 |                       |                       |                         |                         |                         |                         |                                  |                                  |                                  |                                  | Агнеса                           |                                  |  |  |         |         |         |         |             |             |             |             |                         |                         |                         |                         |                         |                         |                      |                      |                      |                      |        |        |                                   |                                   |                                   |                                   |                                   |                                   |                          |                          |                          |                          |  |  |